# Indigofera cuernavacana
Indigofera cuernavacana är en ärtväxtart som beskrevs av Joseph Nelson Rose. Indigofera cuernavacana ingår i släktet indigosläktet, och familjen ärtväxter. Inga underarter finns listade i Catalogue of Life.